# Conrad Nordqvist
Johan Conrad Nordqvist (født 11. april 1840 i Vänersborg, død 16. april 1920 i Ystad) var en svensk musiker.
Fra barndommen var han viet musikken, 8 år gammel blev han optaget som elev i Västgöta-Dals regimentsmusik. Som sådan fulgte han med de svenske tropper til Danmark under den første slesvigske krig. 16 år gammel blev han elev på det musikalske akademi i Stockholm og fik allerede 1859 sin første udnævnelse som bratschist i Hofkapellet. Bortset fra mere forbigående stillinger som militær musikdirektør (Jönköpings regiment og marinen) var Nordqvists virksomhed hovedsagelig knyttet til Hofkapellet og Operaen i Stockholm. I 1862 blev han balletrepetitør, 1876 kordirigent, 1879 anden kapelmester, 1885 efter Dentes afgang første hofkapelmester, og endelig beklædte han med udmærkelse 1888—92 stillingen som kongelig operadirektør. Siden 1875 var Nordqvist organist ved Storkyrkan og var dertil medlem af det kongelige musikalske akademi, til hvis konservatorium han desuden blev knyttet som lærer i harmoni. Blandt hans kompositioner (for piano og for sang samt forskellig teatermusik) nævnes særlig hans sørgemarch til Karl XV.